# Adlerberg-Kultur

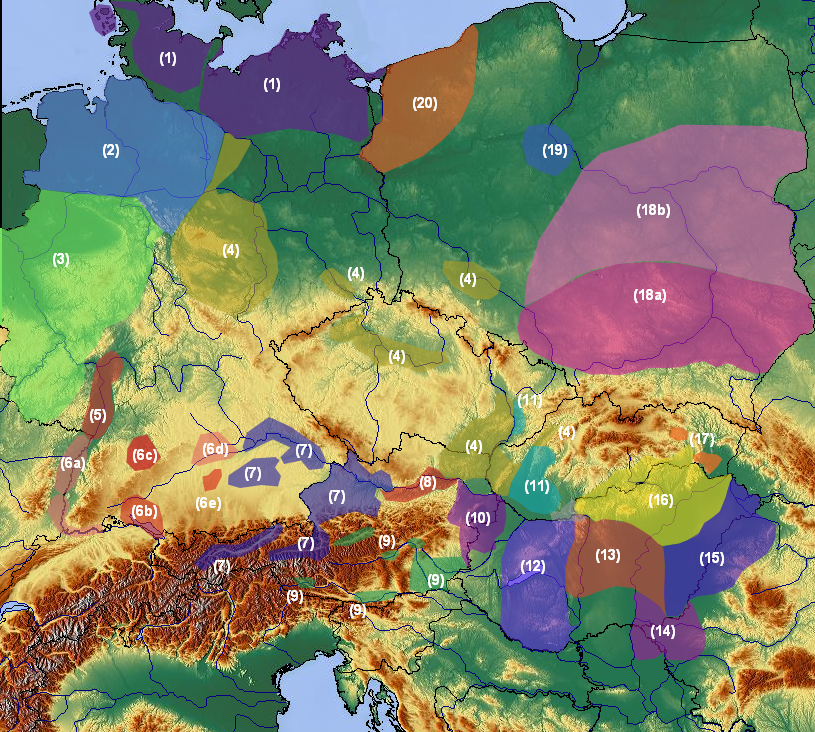
Adlerberggruppe (5) und Nachbarkulturen

Die Adlerberg-Kultur (synonym auch Adlerberg-Gruppe) bezeichnet eine frühbronzezeitliche Regionalgruppe in Süddeutschland.
Der Name bezieht sich auf den ersten Fundplatz der Gruppe, den Adlerberg (49° 36′ 40″ N, 8° 21′ 59″ O), eine flache Erhebung am südlichen Stadtrand von Worms in Rheinland-Pfalz. Die Eigenständigkeit der Gruppe wurde auch von Karl Schumacher erkannt, der die Funde in der so genannten „Adlerbergstufe“ zusammenfasste und damit den ersten Schritt hin zum Begriff der Adlerberggruppe bzw. -kultur machte. Karl Koehl führte Ende des 19. Jahrhunderts im Auftrag des Altertumsvereins Worms erste Grabungen durch und veröffentlichte die Ergebnisse 1900. Paul Reinecke datierte die Funde in die Frühbronzezeit. Das Verbreitungsgebiet erstreckte sich entlang des nördlichen Oberrheins und schließt Gebiete in Südhessen, im östlichen Rheinland-Pfalz und im nördlichen Baden-Württemberg ein. Die bisher bekannten Artefakte stammen überwiegend aus Gräbern und Depotfunden, Siedlungen sind nicht gefunden worden.

## Der Fundplatz am Adlerberg
Bekannt geworden war die Stelle, als beim Sandabbau mehrere „Wohngruben“ mit prähistorischen Artefakten zu Tage kamen. Viele der Gräber waren durch den Sandabbau bereits gestört, so dass Koehl besorgt war, dass viele der Funde schon verloren waren. Nach dem Fund eines triangulären Dolches begann eine erneute Suche, in deren Verlauf ein Gräberfeld gefunden wurde. Bei den darauf folgenden Ausgrabungen wurden 26 Gräber freigelegt, wobei drei übereinander liegende Gräber aufgrund ihrer Anlage später nicht mehr zur Adlerberggruppe gezählt wurden. Die Gräber waren 40 bis 50 cm und 100 bis 150 cm tief. Die Bestatteten waren alle in Hockerstellung begraben. Vier der Gräber enthielten Beigaben aus Kupfer. Ein Frauengrab besaß eine Einfassung aus Eichenholzbohlen. Auffällig war die Zusammensetzung der Inventare auf dem Gräberfeld. Einerseits gab es Gräber mit rein endneolithischen Beigaben, andererseits wiesen einige wenige Bestattungen ein gemischtes Inventar aus endneolithischen und frühen metallzeitlichen Formen auf. Aus diesem Grund datierte Koehl das Gräberfeld in die Übergangszeit zwischen Endneolithikum und Metallzeit.

## Leitformen
Die wichtigste Leitform der Gruppe ist die so genannte „Adlerberg-Tasse“. Diese kommt in verschiedenen Varianten vor. Die Grundform ist ein doppelkonisches Gefäß mit einer spitz zulaufenden Standfläche. Der obere Henkelansatz befindet sich unterhalb des Gefäßrandes, der untere Henkelansatz an der Stelle des größten Durchmessers des Gefäßes. Es gibt verzierte und unverzierte Exemplare.
Weiterhin zählen Nadeln mit säbelförmigem Schaft und Rollenkopf, v-förmig durchbohrte Knöpfe sowie kleine, mit Punzmuster verzierte Metallplättchen mit eingerollten Schmalseiten zu den charakteristischen Formen.

## Bestattung
Typisch sind Hockerbestattungen in Flachgräbern. Selten lassen sich Einbauten aus Stein oder Holz nachweisen. Die Orientierung der Toten ist uneinheitlich. So gibt es sowohl Unterschiede zwischen den Gräberfeldern als auch innerhalb der einzelnen Gräberfelder. Eine einheitlich geschlechtsspezifische Ausrichtung der Bestatteten ist ebenfalls nicht erkennbar. Bis auf wenige Ausnahmen sind die Toten einzeln begraben. Ein besonderes Merkmal der Gräber dieser Regionalgruppe ist das gemischte Inventar aus endneolithischen und metallzeitlichen Formen. Zu den endneolithischen Beigaben zählen Knochennadeln mit säbelförmigem Schaft und durchlochtem Kopf, Pfeilspitzen aus Feuerstein, Knochenringe, Muscheln sowie Armschutzplatten in verschiedenen Größen. Die Metallbeigaben sind eher selten in den Gräbern. Typische Formen sind Rollennadeln mit säbelförmigem Schaft, trianguläre Dolche, von denen einige aufgrund ihrer Form einen eigenen Typ „Adlerberg“ bilden, Spiralringe für Arme und Finger sowie doppelseitige Pfrieme, die vermutlich zur Lederbearbeitung eingesetzt wurden. Alle Metallbeigaben bestehen noch aus Kupfer.

## Depotfunde

### Depot von Gau-Bickelheim
Der Dolchhort wurde 1906 in der Nähe von Gau-Bickelheim entdeckt. Er beinhaltet einen triangulären Dolch vom Oder-Elbe-Typus, einen Tüllengriffdolch sowie 3 Dolchklingen. Eine der Klingen weist einen kaum mehr sichtbaren, silbrigen Überzug aus Arsen auf. Aufgrund von Verzierungen und der Tatsache des Überzuges mit Arsen werden Verbindungen mit der Bretagne und der Wessex-Kultur vermutet.

### Depot von Dexheim
Die Funde wurden in den Jahren 1894–1903 stückweise dem Römisch-Germanischen Zentralmuseum in Mainz übergeben. Dazu zählen unter anderem Blechplättchen mit eingerollten Schmalseiten, 14 unverzierte Scheibenkopfnadeln, 3 Ösenhalsringe, Blechröhrchen sowie zwei große, verzierte Scheibennadeln. Diese Objekte wurden in verschiedenen Jahren übergeben. Der genaue Fundort ist nicht bekannt. Es wird vermutet, dass sie aus einem Depot stammten und zu einer Trachtenausstattung gehörten. Die verzierten Scheibennadeln stellen die Variante eines Nadeltyps dar, der in der Straubinger Gruppe weit verbreitet ist. Da die in Dexheim gefundenen Nadeln jedoch in Details abweichen, wird für sie ein eigener Typ benannt, der so genannte Typ Dexheim. Die Nadeln sind mit einer durchschnittlichen Länge von 32–42 cm und einer Kopfbreite von ca. 7,2–8,5 cm eher groß. Die Kopfform ist nahezu oval, wobei die obere Rundung nach hinten eingerollt ist, wodurch eine waagrechte Oberkante entsteht. Der Scheibenkopf ist einseitig verziert. Der Schaft ist direkt unter dem Kopf rechteckig, geht dann aber in einen runden Querschnitt über. In seltenen Fällen ist die Spitze der Nadel leicht gebogen. Die Verzierung am Kopf besteht aus Linienbändern, die sowohl entlang des Randes als auch in waagrechten Bändern quer über die Kopffläche verlaufen. Ein charakteristisches Ornament ist ein dreieckiges Linienband, das von der waagrechten Oberkante des Kopfes herabhängt und dessen Spitze ins Zentrum des Nadelkopfes zeigt.

## Fundplätze
- Nordheim
- Weinheim
- Ober-Olm
- Heidesheim am Rhein
- Griesheim
- Oggersheim
- Mundenheim
- Ladenburg
- Westhofen
- Esselborn
- Alzey
- Gau-Bickelheim (Depotfund)
- Dexheim (Depotfund)
- Ilvesheim
- Hofheim am Taunus
- Klein-Gerau
- Groß-Gerau